# アゲノル・マリア・ゴウホフスキ

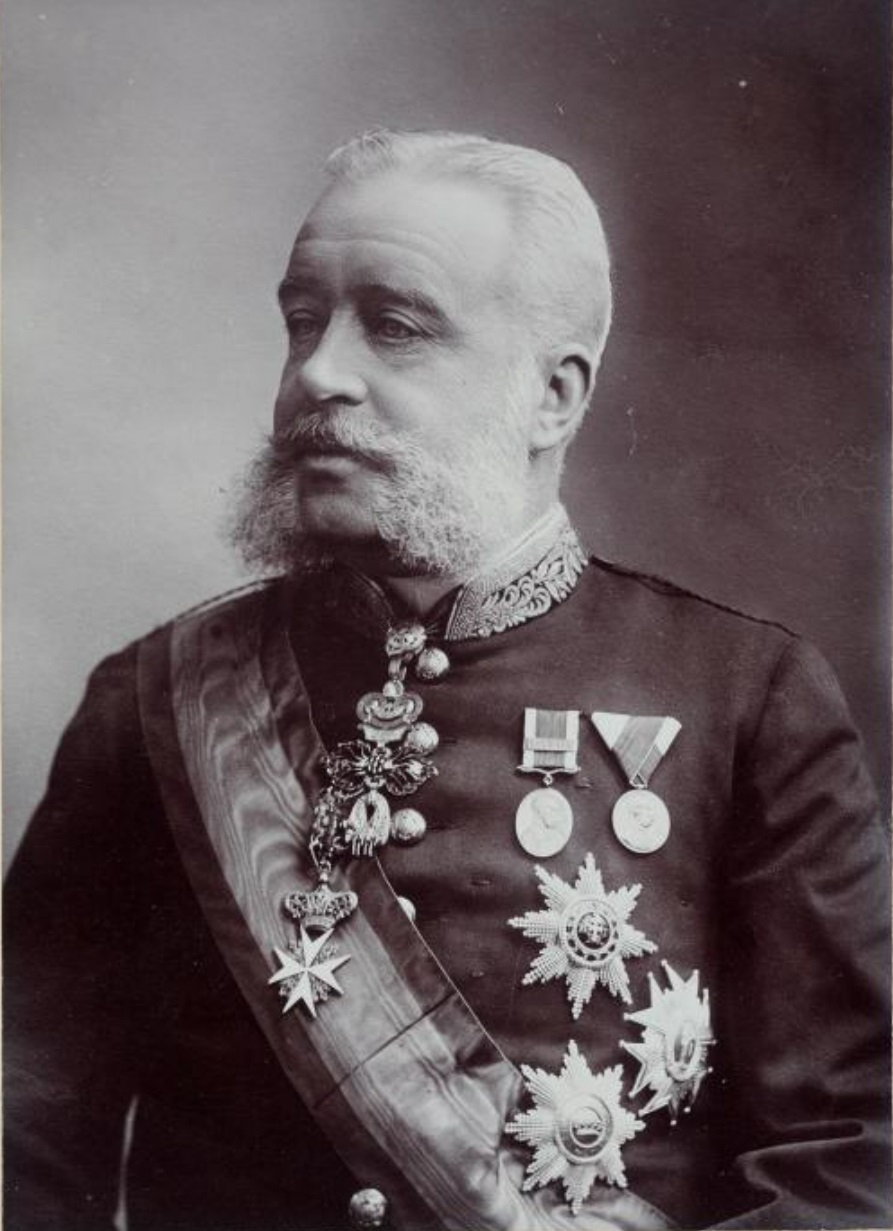
アゲノル・マリア・ゴウホフスキ
（ルートヴィヒ・グリリッヒ撮影）

アゲノル・マリア・アダム・ゴウホフスキ伯爵（ドイツ語: Agenor Maria Adam Graf Gołuchowski der Jüngere、1849年3月25日〜1921年3月28日）はポーランド出身のオーストリア（オーストリア＝ハンガリー二重君主国）の貴族で政治家。19世紀末から20世紀初めにかけて二重君主国の共通外相を務めた。

## 経歴
1849年、当時オーストリア支配下にあったガリツィアのレンベルク（現・ウクライナのリヴィウ）に、ポーランド人貴族でガリツィア総督を務めたアゲノル・ゴウホフスキ伯爵の長男として生まれる。外交官となり1872年ベルリンのオーストリア大使館員として赴任。
1895年5月16日にグスタフ・カールノキの後任として（二重君主国）共通外相（共通閣僚評議会議長を兼任）に任命され、カールノキの政策を継承して対露協調外交を展開した。彼はバルカンにおける非干渉をロシアと約し、1903年にマケドニアでオスマン帝国に対するイリンデン蜂起が勃発すると、ロシアとともに「ミュルツシュテークの綱領」を提案し、秩序維持のための国際憲兵組織の設置などで合意した。彼の任期の後半はオーストリア側におけるエルネスト・ケルバー首相の任期、すなわち「ケルバーの平和」の時期と重なっており、オーストリアは外交・内政ともに安定した時期を迎えた。1906年10月24日辞任。彼の後任となったアロイス・エーレンタールは、対露協調路線を継承しつつ、同時にバルカンにおける二重帝国の地位強化を狙ったため、結局のところロシアとの協調関係を決定的に破綻させることになった。
第一次世界大戦敗北による二重帝国解体後の1921年に死去。